# Угнасай
Угнаса́й — улус в Курумканском районе Бурятии. Входит в сельское поселение «Арзгун».

## География
Расположен на левом берегу реки Баргузин, в 17 км к северу от центра сельского поселения — улуса Арзгун. В 2,5 км юго-восточнее улуса находится съезд автодороги местного значения Усть-Баргузин — Уро — Майский.

## Население
| 2002 | 2010 |
| ---- | ---- |
| 35   | →35  |

## Знаменитые уроженцы
- Бадмаев, Чоймпил Бадмаевич (1910—1980) — бригадир тракторной бригады Баргузинской МТС Бурят-Монгольской АССР, Герой Социалистического Труда[3].
- Мария Гармаева (род. 1936), педагог. Народный учитель СССР (1983).
- Николай Дамдинов (1932—1999) — Народный поэт Бурятской АССР (1973).
- Михаил Елбонов (1945—2023) — актёр Бурятского театра драмы имени Х. Н. Намсараева, народный артист России.